# August Priske
August Priske Flyger (Genk, 23 marzo 2004) è un calciatore danese, attaccante del Djurgården.

## Biografia
È figlio dell'allenatore ed ex calciatore Brian Priske.

## Carriera

### Club
Priske è cresciuto nel settore giovanile del Midtjylland ed ha iniziato la sua carriera calcistica nel Jong PSV dove ha militato dal 2021 al 2023. In seguito è tornato al Midtjylland dove ha giocato un incontro prima di passare in prestito all'Eindhoven. 
Nel 2024 è stato acquistato a titolo definitivo dal Djurgården.

### Nazionale
Ha giocato con le nazionali giovanili danesi Under-18, Under-19 e Under-20. 

## Statistiche

### Presenze e reti nei club
Statistiche aggiornate al 6 marzo 2025.
| Stagione        | Squadra         | Campionato      | Campionato | Campionato | Coppe nazionali | Coppe nazionali | Coppe nazionali | Coppe continentali | Coppe continentali | Coppe continentali | Altre coppe | Altre coppe | Altre coppe | Totale | Totale | Totale |
| Stagione        | Squadra         | Comp            | Pres       | Reti       | Comp            | Pres            | Reti            | Comp               | Pres               | Reti               | Comp        | Pres        | Reti        | Pres   | Reti   |        |
| --------------- | --------------- | --------------- | ---------- | ---------- | --------------- | --------------- | --------------- | ------------------ | ------------------ | ------------------ | ----------- | ----------- | ----------- | ------ | ------ | ------ |
| 2021-2022       | Jong PSV        | 1D              | 13         | 1          | -               | -               | -               | -                  | -                  | -                  | -           | -           | -           | 13     | 1      |        |
| 2022-2023       | Jong PSV        | 1D              | 29         | 3          | -               | -               | -               | -                  | -                  | -                  | -           | -           | -           | 29     | 3      |        |
| Totale Jong PSV | Totale Jong PSV | Totale Jong PSV | 42         | 4          |                 | -               | -               |                    | -                  | -                  |             | -           | -           | 42     | 4      |        |
| ago. 2023       | Midtjylland     | SL              | 1          | 0          | CD              | 0               | 0               | UECL               | 0                  | 0                  | -           | -           | -           | 1      | 0      |        |
| 2023-2024       | Eindhoven       | 1D              | 28         | 3          | CO              | 2               | 0               | -                  | -                  | -                  | -           | -           | -           | 30     | 3      |        |
| 2024            | Djurgården      | A               | 8          | 0          | CS+CS           | 0+3             | 0+4             | UCL+UECL           | 0+8                | 0+1                | -           | -           | -           | 19     | 5      |        |
| Totale carriera | Totale carriera | Totale carriera | 79         | 7          |                 | 5               | 4               |                    | 8                  | 1                  |             | -           | -           | 92     | 12     |        |